# Saint-Pé-d’Ardet
Saint-Pé-d’Ardet település Franciaországban, Haute-Garonne megyében. Lakosainak száma 166 fő (2022. január 1.). Saint-Pé-d’Ardet Antichan-de-Frontignes, Cazaunous, Génos, Lourde, Malvezie és Moncaup községekkel határos.

## Népesség
A település népessége az elmúlt években az alábbi módon változott:
| Lakosok száma | 101  | 117  | 116  | 131  | 122  | 138  | 148  | 155  | 159  | 166  |
|               | 1968 | 1982 | 1990 | 2006 | 2013 | 2015 | 2017 | 2019 | 2020 | 2022 |